# 1950 في مصر
فيما يلي قوائم الأحداث التي وقعت خلال عام 1950 في مصر.

## أحداث
- 31 أغسطس – خطوط عبر العالم الجوية الرحلة 903

## أفلام
من الأفلام التي صدرت هذه السنة في مصر:
- 1 يناير – البطل من إخراج حلمي رفلة.
- 1 يناير – بابا أمين من إخراج يوسف شاهين.
- 1 يناير – ليلة الدخلة
- 1 يناير – معلش يا زهر من إخراج هنري بركات.
- 1 يناير – ياسمين من إخراج أنور وجدي.
- 20 فبراير – شاطئ الغرام من إخراج هنري بركات.
- 27 مارس – ساعة لقلبك من إخراج حسن الإمام.
- 10 أبريل – الأفوكاتو مديحة من إخراج يوسف وهبي.
- 1 مايو – أفراح من إخراج نيازي مصطفى.
- 17 يوليو – جوز الأربعة من إخراج فطين عبد الوهاب.
- 14 أغسطس – ظلموني الناس من إخراج حسن الإمام.
- 4 سبتمبر – المليونير من إخراج حلمي رفلة.
- 9 أكتوبر – قسمة ونصيب من إخراج محمود ذو الفقار.
- 23 أكتوبر – أمير الانتقام من إخراج هنري بركات.
- 12 نوفمبر – آخر كدبة من إخراج أحمد بدرخان.

## مواليد

### يناير
- 1 يناير – السيد البدوي شحاتة سياسي مصري.
- 1 يناير – مصطفى الكيلاني لاعب كرة قدم مصري.

### فبراير
- 2 فبراير – مراد موافي

### مارس
- 3 مارس – محمد صبحي ممثل مصري.
- 23 مارس – أهداف سويف روائية مصرية.

### أبريل
- 12 أبريل – إسعاد يونس ممثلة ومؤلفة ومنتجة مصرية.[1]
- 22 أبريل – طارق التلمساني

### مايو
- 1 مايو – أبو عبيدة البنشيري
- 4 مايو – خيرت الشاطر

### يوليو
- 21 نوفمبر – هشام بركات النائب العام المصري منذ 10 يوليو 2013 حتى مقتله.

### سبتمبر
- 28 سبتمبر – حسن عارف

### أكتوبر
- 12 أكتوبر – طارق حجي صحفي مصري.

### نوفمبر
- 9 نوفمبر – تهاني الجبالي
- 21 نوفمبر – هشام بركات النائب العام المصري منذ 10 يوليو 2013 حتى مقتله.

## وفيات

### يناير
- 1 يناير – أحمد حافظ عوض (مواليد 1870)
- 1 يناير – حسين رفقي باشا (مواليد 1876)
- 16 يناير – علي مصطفى مشرفة (مواليد 1898) فيزيائي مصري.

### يوليو
- 9 يوليو – إسماعيل صدقي (مواليد 1875)[2]